# Резолюция Совета Безопасности ООН 155
Резолюция Совета Безопасности ООН 155 — резолюция, принятая 24 августа 1960 года, которая рекомендовала Генеральной ассамблее ООН принять Кипр в члены ООН.
Резолюция была принята единогласно.

## Предыстория
Республика Кипр получил статус независимого государства 1 октября 1960 года в ходе многолетней национально-освободительной борьбы против колониальной власти Великобритании. Не существовало никакого противодействия вступлению Кипра в члены ООН.